# Thomas Etlinger
Thomas Etlinger (* 6. Oktober 1972 in Wiener Neustadt) ist ein ehemaliger österreichischer Judoka.

## Karriere
Er kämpfte für den JC Wimpassing und gewann 1993 die Silbermedaille bei den Europameisterschaften. Nach der Matura wurde er Zeitsoldat beim Heeressportzentrum. Nach einer positiven Dopingprobe auf Spiropent wurde er 1993 für zwei Jahre gesperrt.

## Erfolge (Auswahl)
- österreichischer Staatsmeister 1997 bis 95 kg[4]
- 2. Rang Vienna Master 2002 bis 100 kg
- 2. Rang Militärweltmeisterschaften Dubrovnik 1997 bis 95 kg
- 2. Rang ASKÖ World Tournament Leonding 1997 bis 95 kg
- 2. Rang Trofeo Tarcento 1996 bis 95 kg
- 2. Rang Europameisterschaften Athen 1993 bis 95 kg
- 2. Rang Polish Open Warschau 1993 bis 95 kg
- 3. Rang Czech Cup Prag 1998 bis 100 kg
- 3. Rang Czech Cup Prag 1997 bis 95 kg
- 3. Rang Czech Cup Prag 1993 bis 95 kg
- 3. Rang Junioreneuropameisterschaften Jerusalem 1992 bis 95 kg

## Mannschaftsmeisterschaft
Zusammen mit dem JC Wimpassing belegte er 2001 den 5. Platz in der  Judo Bundesliga.